# Суец
Суец (арап. السويس) је град у Египту у гувернорату Суец. Према процени из 2008. у граду је живело 529.055 становника. Налази се на северном делу Суецког залива (део Црвеног мора) и јужном крају Суецког канала. Железничка пруга повезује Суец са Порт Саидом и Каиром. 
У Суецу се налазе постројења за прераду и транспорт нафте. Суец је постојао још у 7. веку под именом Клизма. На значају је добио отварањем Суецког канала 17. новембра 1869. Град је потпуно уништен у израелско-арапском сукобу 60их и 70их година 20. века. Становништво је напустило град 1967. Реконструкција је започета 1973, а канал је поново отворен за пловидбу 1975. 

## Становништво
Према процени, у граду је 2008. живело 529.055 становника.
| 1986.   | 1996.   | 2006.   |
| ------- | ------- | ------- |
| 327.717 | 417.610 | 510.935 |